# Адатара
Адатара (яп. 安達太良山 Адатара-яма) — группа вулканов, расположенных на японском острове Хонсю в префектуре Фукусима.
Адатара состоит из стратовулканов и куполов, наивысшая точка которых достигает высоты 1700 м, по другим данным 1718 м. Располагается недалеко от побережья Японского моря, в 15 км к юго-западу от Фукусимы. Сам вулкан и окрестную местность покрывают лесные массивы. Зимой вблизи склонов вулкана Адатара развит горнолыжный туризм.
Адатара входит в комплекс лавовых куполов и других стратовулканов, которые примыкают к вулкану Адзума. Сложен преимущественно андезитами. Вулкан Адатара формировался в 3 периода в эпоху плейстоцена: 550, 350, 200 тысяч лет тому назад. Наиболее активным является кратер Нуманотайра, из которого периодически выходят серные газы и развита фумарольная активность. В 1900 году в результате выбросов серных газов погибло 72 рабочих, которые добывали в окрестностях вулкана серу.
15 сентября 1997 года четверо туристов погибли на склонах вулкана в результате отравления парами серы. Из отряда численностью 14 человек, шестеро женщин потеряли тропу ведущую на вершину и попали в болото. Двоим удалось пройти, но трое следовавщих за ними потеряли сознание. Последняя женщина пыталась спасти их, но так же потеряла сознание. Первые двое вызвали спасателей, но из-за плохой связи помощь пришла слишком поздно.
Последний раз вулкан активно проявлял вулканическую активность в 1996 году. В современный период вулкан извергался или выбрасывал значительные пары газа более 12 раз.